# Вортчино
Во́ртчино (рос. Вортчино) — присілок у складі Шарканського району Удмуртії, Росія.

## Населення
Населення — 300 осіб (2010; 334 у 2002).
Національний склад станом на 2002:
- удмурти — 79 %

## Урбаноніми[3]
- вулиці — Мельнична, Миру, Центральна, Шкільна
- провулки — Садовий